# Андора на Летњим олимпијским играма 2024.
Андора је учествовала на Летњим олимпијским играма 2024. у Паризу од 26. јула до 11. августа 2024. То ће бити тринаести наступ нације на Летњим олимпијским играма, од званичног дебија 1976. године .
Делегацију Андоре чине двоје спортиста који се такмиче у два спорта. Оба спортиста, Нахуел Карабана и Моника Дорија били су носиоци заставе земље током церемоније отварања Летњих олимпијских игара 2024 . 

## Учесници по спортовима
| Спорт        | Мушкарци | Жене | Укупно |
| ------------ | -------- | ---- | ------ |
| Атлетика     | 1        | 0    | 1      |
| Кајак и кану | 0        | 1    | 1      |
| 2 спорта     | 1        | 1    | 2      |

## Атлетика
| Атлетичар       | Дисциплина                    | Квалификације | Квалификације | Финале   | Финале  |
| Атлетичар       | Дисциплина                    | Резултат      | Пласман       | Резултат | Пласман |
| --------------- | ----------------------------- | ------------- | ------------- | -------- | ------- |
| Нахуел Карабана | Мушкарци, 3000 м с препрекама |               |               |          |         |

## Кајак и кану

### Слалом
| Кајакаши      | Дисциплина | Прелиминарни | Прелиминарни | Прелиминарни | Прелиминарни | Прелиминарни | Прелиминарни | Полуфинале | Полуфинале | Финале | Финале |
| Кајакаши      | Дисциплина | Време 1      | Место        | Време 2      | Место        | Најбољи      | Место        | Време      | Место      | Време  | Место  |
| ------------- | ---------- | ------------ | ------------ | ------------ | ------------ | ------------ | ------------ | ---------- | ---------- | ------ | ------ |
| Моника Дорија | Жене Ц-1   | 101:28       | 3            | 151.68       | 19           | 101:28       | 3 К          | 106.53     | 3 К        | 113.58 | 6      |
| Моника Дорија | Жене К-1   | 95.93        | 4            | 98.51        | 15           | 95.93        | 10 П         | 156.28     | 22         |        |        |

Кајак крос
| Кајакаши      | Дисциплина | Група | Група | Четвртфинале | Четвртфинале | Полуфинале | Полуфинале | Финале | Финале |
| Кајакаши      | Дисциплина | Време | Место | Време        | Место        | Време      | Место      | Време  | Место  |
| ------------- | ---------- | ----- | ----- | ------------ | ------------ | ---------- | ---------- | ------ | ------ |
| Моника Дорија | Женска     |       |       |              |              |            |            |        |        |